# Williams FW16

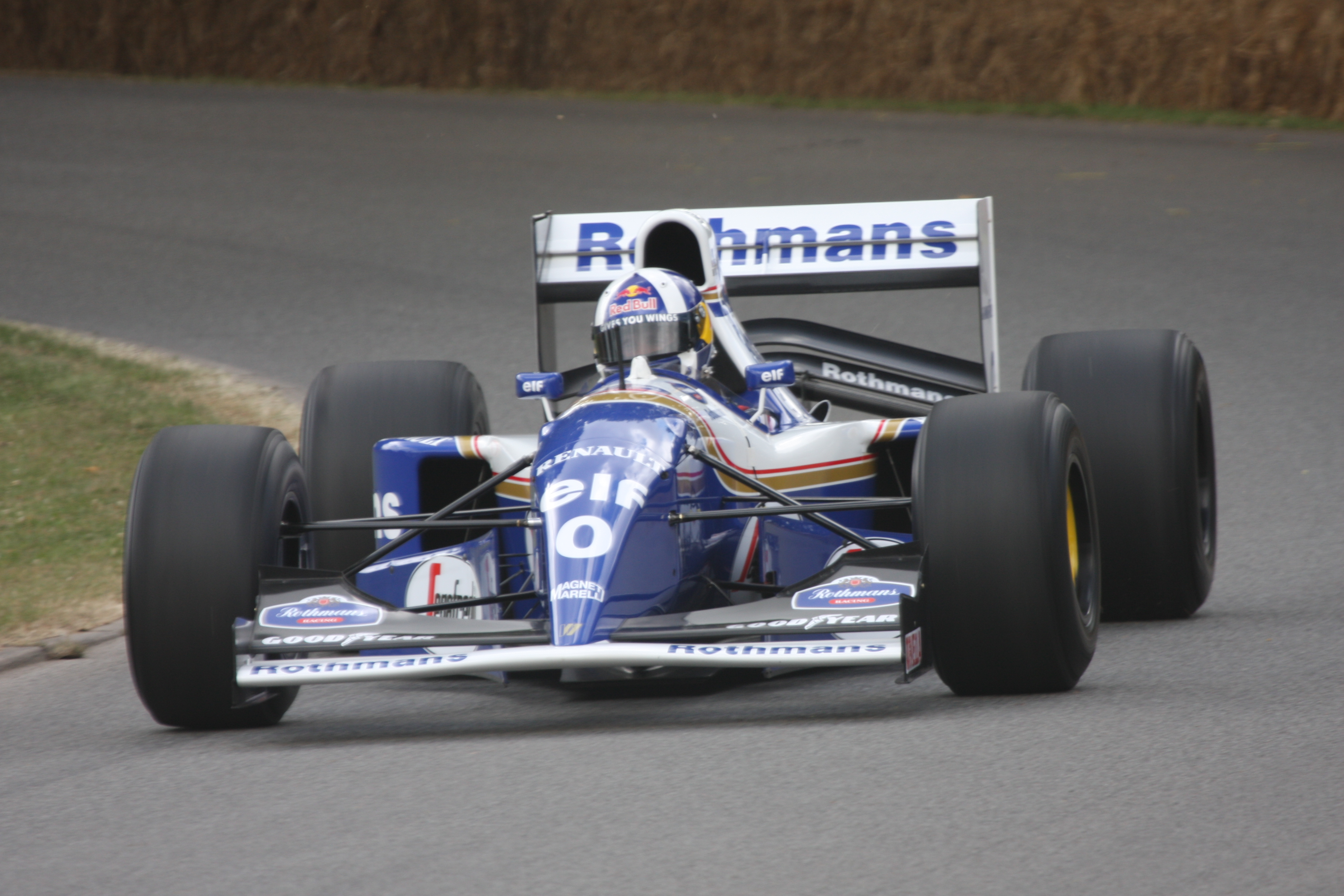
David Coulthard im Williams FW16

Der Williams FW16 ist ein Formel-1-Rennwagen des Teams Williams, der in der WM-Saison 1994 eingesetzt wurde. Der von Patrick Head und Adrian Newey entwickelte Wagen wurde von Damon Hill, Ayrton Senna, David Coulthard und Nigel Mansell gefahren, gewann sieben von 16 Saisonrennen und holte sechs Pole-Positions. Das Team belegte in der Konstrukteursweltmeisterschaft den ersten Platz. Senna verunglückte beim dritten Saisonrennen in Imola tödlich.
Angetrieben wurde der FW16 von einem V10-Motor von Renault mit 67° Zylinderwinkel und der Typenbezeichnung RS6. Im Laufe der Saison kam die etwas leichtere und höher drehende Version RS6B. Der längs eingebaute Sauger-Mittelmotor hatte 3500 cm³ Hubraum und leistete bei 14.300–14.500 min−1 bis zu 790 PS. Die Kraftübertragung übernahm ein quer eingebautes, halbautomatisches 6-Gang-Getriebe von Williams. Das Monocoque aus CFK war in Sandwich-Wabenkern-Bauweise ausgeführt.
Der FW16 war der erste Williams ohne die durch eine Reglementänderung verbotene aktive Aufhängung seit dem FW11 aus dem Jahr 1985. Ab dem Großen Preis von Deutschland kam die Version FW16B mit längerem Radstand, überarbeiteten Front- und Heckflügeln und geänderten Seitenkästen zum Einsatz.

## Ergebnisse
| Fahrer                          | Nr.                             | 1   | 2   | 3   | 4   | 5   | 6 | 7   | 8 | 9   | 10  | 11 | 12 | 13 | 14  | 15 | 16  | Punkte | Rang |
| ------------------------------- | ------------------------------- | --- | --- | --- | --- | --- | - | --- | - | --- | --- | -- | -- | -- | --- | -- | --- | ------ | ---- |
| Formel-1-Weltmeisterschaft 1994 | Formel-1-Weltmeisterschaft 1994 |     |     |     |     |     |   |     |   |     |     |    |    |    |     |    |     | 118    | 1.   |
| D. Hill                         | 0                               | 2   | DNF | 6   | DNF | 1   | 2 | 2   | 1 | 8   | 2   | 1  | 1  | 1  | 2   | 1  | DNF | 118    | 1.   |
| A. Senna                        | 02                              | DNF | DNF | DNF | †   | †   | † | †   | † | †   | †   | †  | †  | †  | †   | †  | †   | 118    | 1.   |
| D. Coulthard                    | 02                              |     |     |     |     | DNF | 5 |     | 5 | DNF | DNF | 4  | 6  | 2  |     |    |     | 118    | 1.   |
| N. Mansell                      | 02                              |     |     |     |     |     |   | DNF |   |     |     |    |    |    | DNF | 4  | 1   | 118    | 1.   |

| Legende  | Legende            | Legende                                                          |
| Farbe    | Abkürzung          | Bedeutung                                                        |
| -------- | ------------------ | ---------------------------------------------------------------- |
| Gold     | –                  | Sieg                                                             |
| Silber   | –                  | 2. Platz                                                         |
| Bronze   | –                  | 3. Platz                                                         |
| Grün     | –                  | Platzierung in den Punkten                                       |
| Blau     | –                  | Klassifiziert außerhalb der Punkteränge                          |
| Violett  | DNF                | Rennen nicht beendet (did not finish)                            |
| Violett  | NC                 | nicht klassifiziert (not classified)                             |
| Rot      | DNQ                | nicht qualifiziert (did not qualify)                             |
| Rot      | DNPQ               | in Vorqualifikation gescheitert (did not pre-qualify)            |
| Schwarz  | DSQ                | disqualifiziert (disqualified)                                   |
| Weiß     | DNS                | nicht am Start (did not start)                                   |
| Weiß     | WD                 | zurückgezogen (withdrawn)                                        |
| Hellblau | PO                 | nur am Training teilgenommen (practiced only)                    |
| Hellblau | TD                 | Freitags-Testfahrer (test driver)                                |
| ohne     | DNP                | nicht am Training teilgenommen (did not practice)                |
| ohne     | INJ                | verletzt oder krank (injured)                                    |
| ohne     | EX                 | ausgeschlossen (excluded)                                        |
| ohne     | DNA                | nicht erschienen (did not arrive)                                |
| ohne     | C                  | Rennen abgesagt (cancelled)                                      |
| ohne     | keine WM-Teilnahme |                                                                  |
| sonstige | P/fett             | Pole-Position                                                    |
| sonstige | 1/2/3/4/5/6/7/8    | Punktplatzierung im Sprint-/Qualifikationsrennen                 |
| sonstige | SR/kursiv          | Schnellste Rennrunde                                             |
| sonstige | *                  | nicht im Ziel, aufgrund der zurückgelegten Distanz aber gewertet |
| sonstige | ()                 | Streichresultate                                                 |
| sonstige | unterstrichen      | Führender in der Gesamtwertung                                   |